# Gibsonburg
Gibsonburg é uma vila localizada no estado norte-americano de Ohio, no Condado de Sandusky.

## Demografia
Segundo o censo norte-americano de 2000, a sua população era de 2506 habitantes.
Em 2006, foi estimada uma população de 2478, um decréscimo de 28 (-1.1%).

## Geografia
De acordo com o United States Census Bureau tem uma área de
6,6 km², dos quais 6,5 km² cobertos por terra e 0,1 km² cobertos por água.

## Localidades na vizinhança
O diagrama seguinte representa as localidades num raio de 12 km ao redor de Gibsonburg.